# ウイスキーボンボン
ウイスキーボンボン (Whisky Bon Bon) は、洋酒入りのボンボン菓子（ボンボン・ア・ラ・リキュール）の一種である。

## 概要
ウイスキーボンボンは、砂糖製の殻でウイスキーを包んでおり、さらにチョコレートでコーティングしたものもある。後者は、ボンボン・ショコラの種類のひとつである。チョコレートでコーティングされたウイスキーボンボンは、材料や手間がかかるので、高級感が増す。独特の味から根強いファンが多く、おみやげとして売られているものもある。
日本で最初にウイスキーボンボンを作ったのは、ゴンチャロフ製菓を立ち上げたマカール・ゴンチャロフだといわれている。

## 飲酒運転とのかかわり
ウイスキーボンボン1個（8g・アルコールの割合約3%）によってアルコールを0.24ｇ摂取するものとすると、約73個食べた時点で、酒気帯び運転として検挙される可能性がある。また、ウイスキーボンボンを食べた直後は、体内にアルコールが残った状態となるから、食べた量にかかわらず運転は控えるべきとされる。ウイスキーボンボンを食べる量に気をつけたり、運転までに時間をおいたりすることが良いといわれる。